# Nganasanen
De Nganasanen (Russisch: Нганасаны; Nganasany), eigennaam Njaa ("stammensen", van nja; "stam-man"), zijn een inheems volk uit Siberië. Zij zijn de noordelijkste van de Samojeedse volkeren (en alle andere volkeren van Eurazië) en leven in het schiereiland Tajmyr. Het gebied maakt deel uit van de kraj Krasnojarsk. Hun hoofdplaats is de nederzetting Oest-Avam en zij spreken het Nganasaans.
Het volk bestaat uit twee stammen. De Avam-Nganasanen (Westelijke Nganasanen) wonen in het westelijk deel van het schiereiland Tajmyr, in de valleien van de Pjasina, de Doedjpta en de Boganida, nabij de stad Doedinka. Ze hebben als hoofdplaatsen Oest-Avam en Volotsjanka. De Vadejev-Ngasanen (Oostelijke Nganasanen) wonen in de toendra en in het oosten van Tajmyr, in het district Chatangski, nabij de Cheta, het Tajmyrmeer en de baai van Chatanga. Hun hoofdplaats is Novaja. Daarnaast is er de groep van de Oka (of Dolganen (zie ook Dolganen) of Jarotsen, die niet tot beide stammen behoort. De benaming Nganasanen (van nanasa of nanasan; "mens") werd gegeven door de sovjets in de jaren 1930 als foutieve algemene naam die door vele volken in gebruik is als endoniem voor het woord "mens".
De Nganasanen zijn met 862 personen (volkstelling 2010), waarvan nog slechts 125 de eigen taal spraken.)
Ze waren het grootste deel van hun geschiedenis nomadische jagers, vissers en hoeders van rendieren. De grootste aanpassing ondergingen zij in de jaren 1940, toen de Sovjets beslisten dat zij afstand moesten doen van het sjamanistisch geloof. Sjamanen werden opgesloten en hun beelden kapotgeslagen. Sinds de jaren 1960 kwam er ook stilaan een einde aan hun nomadisch bestaan. Alcoholisme is net als bij veel andere noordelijke volkeren thans een belangrijk probleem.
Abazijnen ·
Abchaziërs ·
Achvachen ·
Adygeeërs ·
Aino ·
Aleoeten ·
Aljoetoren ·
Altaj (Oirot) ·
Andi ·
Armeniërs ·
Avaren ·
Azerbeidzjanen·
Balkaren ·
Baraba ·
Basjkieren ·
Bergjoden ·
Boerjaten ·
Chakassen ·
Chanten ·
Chinezen ·
Dargienen ·
Dolganen ·
Enetsen ·
Evenen ·
Evenken ·
Georgiërs ·
Grieken ·
Ingoesjen ·
Ingriërs ·
Itelmenen ·
Jakoeten ·
Joden ·
Joekagieren ·
Joepiken ·
Kabardijnen ·
Kalmukken ·
Kamtsjadalen ·
Karatsjajers ·
Kareliërs ·
Kazachen ·
Kereken ·
Ketten ·
Komi ·
Koreanen ·
Korjaken ·
Korjo-saram ·
Krim-Tataren ·
Lezgiërs ·
Mansen ·
Mari (Tsjeremissen) ·
Meschetische Turken ·
Mordwienen ·
Nanai ·
Negidalen ·
Nenetsen (Joeraken) ·
Nganasanen ·
Nivchen (Giljaken) ·
Nogai ·
Oedegen ·
Oedmoerten ·
Oekraïners ·
Oeltsjen ·
Oezbeken ·
Oroken ·
Orotsjen ·
Osseten ·
Polen ·
Pomoren ·
Rusland-Duitsers (inclusief Wolga-Duitsers) ·
Russen ·
Samen (Lappen) ·
Selkoepen ·
Sjoren ·
Sojoten ·
Tabassaranen ·
Perzen (Tadzjieken) ·
Taten ·
Teleoeten ·
Tofalaren ·
Tsachoeriërs (Caxur) ·
Tsjerkessen ·
Tsjetsjenen (Noxchi) ·
Tsjoektsjen ·
Tsjoelymen ·
Tsjoevanen ·
Tsjoevasjen ·
Turkmenen ·
Toevanen ·
Wepsen ·
Belarussen (Wit-Russen) ·
Wolga-Tataren ·
Woten